# Эльберг, Яна Викторовна
Яна Викторовна Эльберг (род. 26 августа 2004 года) — российская профессиональная баскетболистка, играет на позиции атакующего защитника за баскетбольный клуб «Динамо Курск» (с 2021 года). Обладательница Кубка России (2022 год).

## Карьера

### Клубная
Родилась 26 августа 2004 года в Курске, где и начала заниматься баскетболом.
Воспитанница курской СШОР «Динамо» и игрок курского «Динамо» с 2018 года. С «Динамо-Юниор» выигрывала Первенство ДЮБЛ, с «Динамо-Фарм» Суперлигу.
С 2021 года игрок основной команды БК «Динамо Курск». В 2022 году в составе этого клуба стала обладательницей Кубка России сезона 2021/2022 годов.

### Сборная
Приглашалась в различные молодёжные сборные страны для участия в международных соревнованиях. В составе сборной России до 16 лет завоевала в 2019 году бронзовые медали Европейского юношеского Олимпийского фестиваля в Баку.
В 2023 году была вызвана на сборы и товарищеские игры в составе первой национальной сборной России.

## Достижения
Клубы и Сборная
- Кубок России 2021/2022 годов.